# طريفة
جزيرة طَرِيف (بالإسبانية: Tarifa تريفا)‏، هي إحدى بلديات مقاطعة قادس، التي تقع في منطقة الأندلس جنوب إسبانيا، تبلغ مساحتها 419 كيلو متر مربع فيما يبلغ عدد سكانها 16.058 نسمة وفقاً لإحصائية سنة (2002).
سميت هذه البلدية على اسم القائد الفاتح طريف بن مالك عام 710م.
قال عنها الإدريسي في كتابه نزهة المشتاق في اختراق الآفاق

## المناخ
يظهر الجدول التالي التغييرات المناخية على مدار السنة لطريفة:
| البيانات المناخية لـطريفة               | البيانات المناخية لـطريفة | البيانات المناخية لـطريفة | البيانات المناخية لـطريفة | البيانات المناخية لـطريفة | البيانات المناخية لـطريفة | البيانات المناخية لـطريفة | البيانات المناخية لـطريفة | البيانات المناخية لـطريفة | البيانات المناخية لـطريفة | البيانات المناخية لـطريفة | البيانات المناخية لـطريفة | البيانات المناخية لـطريفة | البيانات المناخية لـطريفة |
| الشهر                                   | يناير                     | فبراير                    | مارس                      | أبريل                     | مايو                      | يونيو                     | يوليو                     | أغسطس                     | سبتمبر                    | أكتوبر                    | نوفمبر                    | ديسمبر                    | المعدل السنوي             |
| --------------------------------------- | ------------------------- | ------------------------- | ------------------------- | ------------------------- | ------------------------- | ------------------------- | ------------------------- | ------------------------- | ------------------------- | ------------------------- | ------------------------- | ------------------------- | ------------------------- |
| الدرجة القصوى °م (°ف)                   | 22.4 (72.3)               | 24.7 (76.5)               | 24.3 (75.7)               | 26.7 (80.1)               | 31.9 (89.4)               | 34.9 (94.8)               | 35.3 (95.5)               | 37.0 (98.6)               | 37.4 (99.3)               | 31.8 (89.2)               | 27.1 (80.8)               | 23.6 (74.5)               | 37.4 (99.3)               |
| متوسط درجة الحرارة الكبرى °م (°ف)       | 15.2 (59.4)               | 15.1 (59.2)               | 16.3 (61.3)               | 17.3 (63.1)               | 19.4 (66.9)               | 21.8 (71.2)               | 23.9 (75.0)               | 24.5 (76.1)               | 23.1 (73.6)               | 20.6 (69.1)               | 17.9 (64.2)               | 16.1 (61.0)               | 19.3 (66.7)               |
| المتوسط اليومي °م (°ف)                  | 13.0 (55.4)               | 13.0 (55.4)               | 14.4 (57.9)               | 15.2 (59.4)               | 17.2 (63.0)               | 19.8 (67.6)               | 21.7 (71.1)               | 22.3 (72.1)               | 21.1 (70.0)               | 18.6 (65.5)               | 15.9 (60.6)               | 14.1 (57.4)               | 17.2 (63.0)               |
| متوسط درجة الحرارة الصغرى °م (°ف)       | 10.8 (51.4)               | 10.9 (51.6)               | 12.4 (54.3)               | 13.0 (55.4)               | 14.9 (58.8)               | 17.8 (64.0)               | 19.4 (66.9)               | 20.0 (68.0)               | 19.0 (66.2)               | 16.7 (62.1)               | 13.9 (57.0)               | 12.1 (53.8)               | 15.1 (59.2)               |
| أدنى درجة حرارة °م (°ف)                 | −3.3 (26.1)               | −2.1 (28.2)               | 1.2 (34.2)                | 4.0 (39.2)                | 7.4 (45.3)                | 10.6 (51.1)               | 11.9 (53.4)               | 14.2 (57.6)               | 5.0 (41.0)                | 6.4 (43.5)                | 2.4 (36.3)                | 0.4 (32.7)                | −3.3 (26.1)               |
| الهطول مم (إنش)                         | 70 (2.8)                  | 75 (3.0)                  | 48 (1.9)                  | 57 (2.2)                  | 28 (1.1)                  | 8 (0.3)                   | 2 (0.1)                   | 4 (0.2)                   | 16 (0.6)                  | 80 (3.1)                  | 86 (3.4)                  | 118 (4.6)                 | 592 (23.3)                |
| متوسط أيام هطول الأمطار (≥ 1 mm)        | 7                         | 8                         | 5                         | 7                         | 4                         | 1                         | 0                         | 0                         | 2                         | 6                         | 8                         | 10                        | 58                        |
| متوسط الرطوبة النسبية (%)               | 77                        | 79                        | 78                        | 77                        | 78                        | 79                        | 80                        | 81                        | 81                        | 81                        | 79                        | 78                        | 79                        |
| ساعات سطوع الشمس الشهرية                | 153                       | 161                       | 199                       | 218                       | 264                       | 284                       | 307                       | 297                       | 233                       | 202                       | 170                       | 142                       | 2٬630                     |
| المصدر: Agencia Estatal de Meteorología |                           |                           |                           |                           |                           |                           |                           |                           |                           |                           |                           |                           |                           |

## أعلام
- لويس فيرنانديز
- خوسيه مانويل خيمينيز
- غويلرمو بيريز